# Floricomus mulaiki
Floricomus mulaiki är en spindelart som beskrevs av Willis J. Gertsch och Davis 1936. Floricomus mulaiki ingår i släktet Floricomus och familjen täckvävarspindlar. Inga underarter finns listade i Catalogue of Life.